# Withania
Withania es un género de plantas de la familia de las solanáceas (Solanaceae). Comprende 10 especies nativas de África y Asia, con algunos representantes en las Islas Canarias y la península ibérica, 

## Especies destacadas
De entre las especies que contiene, destaca la Withania somnifera, conocida como bufera o ashwagandha.
Otras especies:
- Withania adunensis
- Withania aristata
- Withania frutescens
- Withania riebeckii
- Withania somnifera